# نيك بيترسن
نيك بيترسن هو لاعب هوكي الجليد كندي، ولد في 27 مايو 1989 في ويكفيلد في المملكة المتحدة.

## وصلات خارجية
- نيك بيترسن على موقع دوري الهوكي الوطني (الإنجليزية)
- نيك بيترسن على موقع EliteProspects.com (الإنجليزية)
- نيك بيترسن على موقع HockeyDB.com (الإنجليزية)